# Carlo Festuccia

a Compétitions nationales et continentales officielles uniquement.

b Matchs officiels uniquement.
Dernière mise à jour le 14 février 2017.
Carlo Festuccia, né le 20 juin 1980 à L'Aquila, dans les Abruzzes (Italie), est un joueur international italien de rugby à XV jouant au poste de talonneur.

## Biographie
Il a honoré sa première cape internationale en équipe d'Italie le 15 février 2003 à Rome par une victoire 30-22 contre l'équipe du pays de Galles.
Avec Fabio Ongaro, ils se partagent la place de remplaçant de Leonardo Ghiraldini.

## Statistiques en équipe nationale
- 54 sélections en équipe d'Italie de 2003 à 2012
- 3 essais (15 points)
- Sélections par année : 12 en 2003, 4 en 2004, 6 en 2005, 9 en 2006, 11 en 2007, 3 en 2008, 4 en 2009, 2 en 2011, 3 en 2012
- Tournois des Six Nations disputés : 2003, 2004, 2005, 2006, 2007,2009, 2011,

En coupe du monde :
- 2007 : 3 sélections (Nouvelle-Zélande, Roumanie, Écosse)
- 2003 : 4 sélections (Nouvelle-Zélande, Tonga, Canada, pays de Galles)

## Palmarès
- Racing Metro 92
  - Vainqueur du Championnat de France de 2e division en 2009